# Blckbx
blckbx (uitspraak: blackbox) is een Nederlands tot de alternatieve media behorend nieuwsplatform, dat in november 2020 van start ging. Het programma wordt gepresenteerd door voormalig wielrenner Flavio Pasquino. Er is medewerking verleend door emeritus-hoogleraar managementinformatie Cees Hamelink, journalist David Boerstra en presentatrice en ondernemer Sanae Orchi. Ook Ab Gietelink verleent sinds 2022 medewerking aan het programma. In 2024 heeft Ancilla van de Leest Orchi's plaats overgenomen toen die besloot om podcast Wijsdom te gaan presenteren.
Medio 2024 had het YouTube-kanaal van blckbx circa 172 duizend abonnees en waren en alle video's bij elkaar ruim 47 miljoen keer bekeken.

## Profiel
Pasquino begon de website blckbx.tv om, naar eigen zeggen, "een wetenschappelijk geluid te laten horen, problemen in de maatschappij te benoemen en alternatieve journalistiek te bieden". Pasquino noemt zichzelf een complotdenker, wat hij eerder ziet als compleet denken en is van mening dat de overheid een verborgen agenda heeft in de coronacrisis en niet de volksgezondheid centraal stelt maar de belangen van de farmaceutische industrie.
Hij interviewde uiteenlopende tegenstanders van het Nederlandse coronabeleid tot complotdenkers, en is naar eigen zeggen het beleid van de overheid gaan wantrouwen.
Sinds 2022 heeft blckbx een eigen studio van waaruit het nieuws van de dag met enkele gasten besproken wordt. Het platform behandelt diverse onderwerpen over complottheorieën, zoals over ufo's, bijwerkingen van vaccinaties, de Grote Reset van het World Economic Forum, de klimaatopwarming, een sociaal kredietsysteem en het voorstel voor een verordening voor Europese digitale identiteit.

## Problemen met YouTube
In augustus 2021 spanden blckbx en Tweede Kamerlid Wybren van Haga een rechtszaak aan tegen YouTube over twee verwijderde video's. Het interview met Van Haga werd verwijderd omdat het volgens moederbedrijf Google in strijd was met het covidbeleid van het platform. De rechter oordeelde dat er geen onrechtmatige inbreuk werd gemaakt op de vrijheid van meningsuiting en dat YouTube de video's niet hoeft terug te plaatsen. Enkele dagen voor het kort geding werd alleen de eerste video herplaatst.
In juni 2024 spande blckbx opnieuw een rechtszaak aan tegen YouTube. Ze eisten om opnieuw toegelaten te worden tot het partnerprogramma nadat YouTube in oktober 2021 en oktober 2022 dit had beëindigd wegens schendingen van de gebruikersovereenkomst. Met het partnerprogramma kunnen gebruikers inkomsten genereren door het plaatsen van advertenties. De voorzieningenrechter wees de eis af omdat YouTube niet verplicht kan worden om advertenties te plaatsen bij video's waarin wordt gesteld dat vaccins gevaarlijk zijn, dat de coronamaatregelen overdreven waren, en dat er geen stikstof- of klimaatcrisis bestaat.
Omdat het platform herhaald niet voldeed aan de gebruiksvoorwaarden van YouTube zijn er in 2022 geuploade items over vaccinbijwerkingen en een item van Scott Ritter verwijderd. Eind dat jaar week het platform uit naar een ander kanaal hierom. Op 5 december kreeg het kanaal een week schorsing van YouTube.

## Bestuurscrisis
In 2024 ontstond een bestuurscrisis bij blckbx, waarbij oprichter Flavio Pasquino op non-actief werd gesteld door twee medebestuurders van de stichting. Zij eisten dat hij zijn aandelen van de bv overdroeg aan de stichting, wat hij deed onder protest. Enkele weken later werd zonder zijn medeweten een nieuw bestuur aangesteld, met mensen met wie hij eerder in conflict was. Dit leidde tot zijn definitieve vertrek in april 2025. Het bestuur beschuldigde Pasquino van financieel wanbeleid en het negeren van besluiten. Pasquino stelde juist dat hij trouw bleef aan zijn principes en weigerde samen te werken met personen die hem eerder wilden buitensluiten.